# .sn
.sn為塞內加爾國家及地區頂級域（ccTLD）的域名。該域名於1993 年 3 月 19 日啟用。該域名由达喀尔大学負責管理。該域名沒有註冊限制，任何人可以直接註冊二级注册，也可以在二級域名下的三級域名註冊。

## 外部連結
- IANA .sn whois information（页面存档备份，存于）
- .sn domain registration website（页面存档备份，存于）